# 네카어강

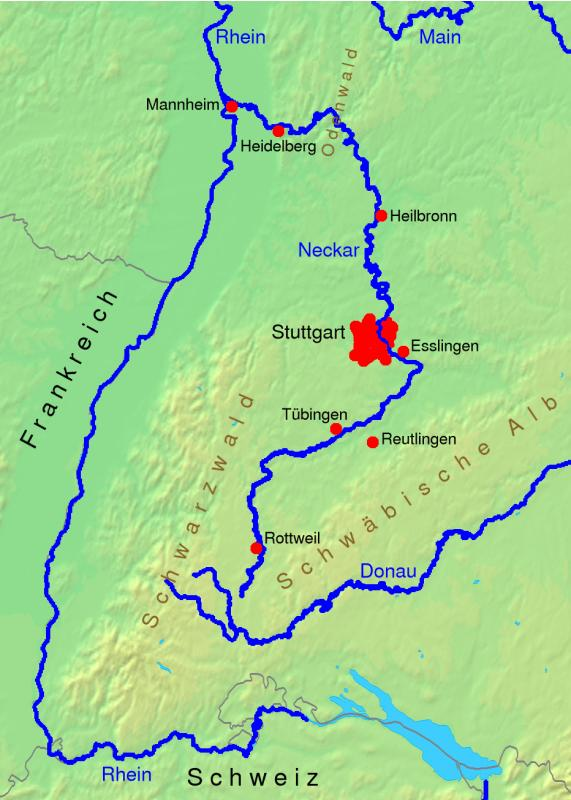
네카어강 유역

네카어강(독일어: Neckar)은 독일 서남부의 강으로, 라인강의 지류이다. 길이는 367 km이다.
바덴뷔르템베르크주 남부의 슈바르츠발트와 슈바벤알프스 지역에서 발원하여 북쪽으로 흐른다. 발원지 부근에는 동쪽으로 흐르는 도나우강이 흐른다. 튀빙겐·슈투트가르트·하일브론·하이델베르크 등의 도시를 지난 후 만하임에서 라인강의 오른쪽으로 합류한다. 강 연안은 포도주 재배가 활발하며, 곳곳의 운하와 함께 수상 교통도 이루어져, 슈투트가르트 남쪽의 플루힝겐까지 선박이 오갈 수 있다. 튀빙겐과 하이델베르크는 유서깊은 대학 도시로 유명하며, 슈투트가르트는 강 연안의 최대 도시이다.